# Felix Piékarski

Felix Piékarski

Felix Piékarski (* 10. Juli 1890 in Gruczno, Landkreis Schwetz (Weichsel), Westpreußen; † 13. Februar 1965 in Wiesbaden-Sonnenberg) war ein deutscher Politiker (NSDAP) und SS-Führer.

## Leben
Piékarski besuchte die Militärschulen in Wohlau und Potsdam. Er trat im Oktober 1907 in die Preußische Armee ein, nahm von 1914 bis 1918 als Soldat am Ersten Weltkrieg teil und wurde dreimal verwundet. Nach der Teilnahme am Ersten Weltkrieg beteiligte er sich von 1919 bis März 1921 als Angehöriger des Freikorps Lützow an den bürgerkriegsähnlichen Auseinandersetzungen im Nachkriegsdeutschland (Grenzschutz in Schlesien, Aufstand im Ruhrgebiet). Während seiner Militärlaufbahn, die er als Leutnant der Reserve beendete, wurde er mit dem Eisernen Kreuz I. und II. Klasse, mit der Dienstauszeichnung I. II. und III. Klasse, mit dem Schlesischen Adler I. und II. Stufe sowie mit dem Verwundetenabzeichen in Silber ausgezeichnet. Im April 1921 trat er in den mittleren Justizdienst ein. Später war er als Justizobersekretär in Wiesbaden tätig.
Zum 1. Mai 1928 schloss sich Piékarski der NSDAP an (Mitgliedsnummer 87.172). Er war von 1929 bis 1933 Mitglied des Kommunallandtages des Regierungsbezirkes Wiesbaden und Mitglied des Provinziallandtages von Hessen-Nassau. Von März 1930 bis Juli 1931 war er unbesoldeter Stadtrat der Stadt Wiesbaden. Darüber hinaus war er Stadtverordneter und Vorsitzender der NSDAP-Fraktion in Wiesbaden.
Von 1932 bis 1933 war Piékarski Abgeordneter im Preußischen Landtag. Von März 1932 bis Anfang Mai 1935 war er Kreisleiter der NSDAP in Wiesbaden, wurde danach Kreisleiter der NSDAP im Gauleitungsstab und war ab Anfang Dezember 1939 geschäftsführend mit den Aufgaben des Oberbürgermeisters in Wiesbaden betraut. Als Mitglied der SS erreichte er den Rang eines Standartenführers (SS-Nummer 21.362). Am 5. August 1943 trat Piékarski im Nachrückverfahren in den nationalsozialistischen Reichstag ein, in dem er bis zum Ende der NS-Herrschaft den Wahlkreis 19 (Hessen-Nassau) vertrat.